# Cheese!
Cheese! (チーズ!, Chīzu) ou Monthly Cheese! est un magazine de prépublication de shōjo manga mensuel publié par la maison d'édition Shōgakukan depuis 1996.
Le magazine s'adresse à un public de jeunes femmes, en offrant principalement des mangas mettant en scène des romances et des relations matures.

## Manga publiés dansCheese!
- Miki Aihara
  - Sensei no okiniiri!
  - Honey hunt

- Michiyo Akaishi
  - L'Éternité, peut-être 
  - Ame no Niau Heya

- Shimaki Ako
  - Tonari no shugoshin 
  - Boku ni natta watashi
  - Gekka no Kimi
  - Koi ni ochita oujisama
  - Muchakucha daisuki
  - Pin to kona
  - Suki ni naru made matte
  - Triple Kiss

- Kotomi Aoki : 
  - Kanojo wa Uso o Aishisugiteru
  - Niji, Amaete yo.

- Nao Doumoto : Cosplay Cops

- Chika Shiina : 37.5°C no Namida[1]

- Mayu Shinjō : Midara na senritsu hiwai na yubisaki

- Rei Toma : L'Arcane de l'aube